# Trolltjärnen (Malungs socken, Dalarna, 672320-137956)
Trolltjärnen är en sjö i Malung-Sälens kommun i Dalarna och ingår i Göta älvs huvudavrinningsområde.